# Ciclo do pau-brasil

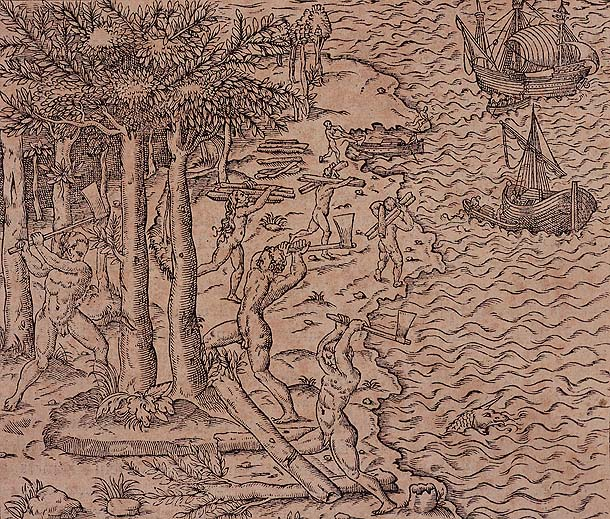
Derrubada do pau-brasil em ilustração da Cosmografia Universal de André Thevet, 1575.

O ciclo do pau-brasil foi o primeiro ciclo econômico do Brasil. A árvore, também denominada pau-de-pernambuco — e que os índios tupis chamavam de ibirapitanga —, era uma riqueza de crescente demanda na Europa moderna. Estima-se que havia, na época do descobrimento, mais de 70 milhões de paus-brasis, abundando numa faixa de 18 km do litoral do Rio Grande do Norte até a Guanabara. Quase todas foram derrubadas e levadas para o continente europeu. A extração foi tanta que atualmente a espécie é protegida para não sofrer extinção.
As regiões de Pernambuco, Porto Seguro e Cabo Frio tinham maior concentração do produto, e por isso contavam as três com feitorias portuguesas. Pernambuco, lugar onde se iniciou a exploração da árvore, tinha a madeira mais cobiçada no Velho Mundo, o que explica o fato de o pau-brasil ter como principal nome "pernambuco" em idiomas como o francês e o italiano.

## História
Para explorar a madeira, a Coroa adotou a política de oferecer a particulares, em geral cristãos-novos, concessões de exploração do pau-brasil mediante certas condições: os concessionários deveriam mandar seus navios descobrirem 300 léguas de terra, instalar fortalezas nas terras que descobrissem, mantendo-as por três anos; do que levassem para o Reino, nada pagariam no primeiro ano, no segundo pagariam um sexto e no terceiro um quinto. Os navios ancoravam na costa, algumas dezenas de marinheiros desembarcavam e recrutavam índios para trabalhar no corte e carregamento das toras, em troca de pequenas mercadorias como roupas, colares e espelhos (prática chamada de "escambo"). Cada nau carregava em média cinco mil toras de 1,5 metro de comprimento e 30 quilogramas de peso.[carece de fontes?]
Em 1503, toda a terra do Brasil foi arrendada pela coroa a Fernão de Loronha e outros cristãos-novos, que extraíram por volta de 20 mil quintais de madeira vermelha. Segundo Capistrano de Abreu, em Capítulos da História Colonial, cada quintal era vendido em Lisboa por 21/3 ducados, mas levá-lo até lá custava apenas meio ducado. Os arrendatários pagavam 4 mil ducados à Coroa. Comerciantes de Lisboa e do Porto enviavam embarcações à costa para contrabandearem pau-brasil, aves de plumagem colorida (papagaios, araras), peles, raízes medicinais e índios para escravizar. Surgiram, assim, as primeiras feitorias.[carece de fontes?]
Além dos portugueses, seus rivais europeus, principalmente franceses, passaram a frequentar a costa brasileira para contrabandear a madeira e capturar índios. Estimulados por seu rei, corsários passam a frequentar a Guanabara à procura de pau-brasil e outros produtos. Ganharam a simpatia dos índios tamoios, que a eles se aliaram durante décadas contra os portugueses.[carece de fontes?]
Portugal, verificando que o litoral era visitado por corsários e aventureiros estrangeiros, resolveu enviar expedições militares para defender a terra. Foram denominadas expedições guarda-costas, sendo mais marcantes as duas comandadas por Cristóvão Jacques, de 1516-1519 e 1526-1528. Suas expedições tinham caráter basicamente militar, com missão de aprisionar os navios franceses que, sem pagar tributos à coroa, retiravam grandes quantidades do pau-brasil. Em 1516 foi construído no litoral pernambucano o primeiro engenho de açúcar de que se tem notícia na América portuguesa, mais precisamente na Feitoria de Itamaracá, confiada ao administrador colonial Pero Capico — o primeiro "Governador das Partes do Brasil". Em 1526 já figuravam direitos sobre o açúcar de Pernambuco na Alfândega de Lisboa.
A expedição enviada em 1530 sob a chefia de Martim Afonso de Sousa tinha por objetivos explorar melhor a costa, expulsar os franceses que rondavam o sul e as cercanias do Rio de Janeiro e estabelecer núcleos de colonização ou feitorias, como a estabelecida em Cabo Frio. Em 1532 Martim Afonso fundou o núcleo de São Vicente, primeira vila do Brasil.
Também no ano de 1532, Bertrand d'Ornesan, o barão de Saint Blanchard, tentou estabelecer um posto de comércio em Pernambuco. Com o navio A Peregrina, pertencente ao nobre francês, o capitão Jean Duperet tomou a Feitoria de Igarassu e a fortificou com vários canhões, deixando-a sob o comando de um certo senhor de La Motte. Meses depois, na costa da Andaluzia na Espanha, os portugueses capturaram a embarcação francesa, que estava atulhada com 15 mil toras de pau-brasil, três mil peles de onça, 600 papagaios e 1,8 tonelada de algodão, além de óleos medicinais, pimenta, sementes de algodão e amostras minerais. E no exato instante em que A Peregrina era apreendida no mar Mediterrâneo, o capitão português Pero Lopes de Sousa combatia os franceses em Pernambuco. Retomada a feitoria, os soldados franceses foram presos e La Motte foi enforcado. Após ser informado da missão que A Peregrina realizara em Pernambuco, o rei Dom João III decidiu começar a colonização do Brasil, dividindo o seu território em capitanias hereditárias.